# Corylus sieboldiana
Il nocciolo del Giappone (Corylus sieboldiana Blume) è una pianta della famiglia Betulaceae, originaria dell'Asia orientale.